# Abdon (giudice)
Abdon il Piratonita (in ebraico ‛Abdōn; in greco antico Ἀβδών; in latino Abdon; Pirathon, ... – Pirathon, ...; fl. XII-XI secolo a.C.) è stato uno dei giudici minori d'Israele, l'undicesimo dei Giudici biblici, vissuto tra il dodicesimo e l'undicesimo secolo a.C..
Figlio di Hillēl, oriundo di Pirathon, l'attuale Far‛ata, 10 km a Sud-Ovest di Naplusa e di Sichem, ebbe quaranta figli e trenta nipoti, i quali cavalcavano settanta asinelli.
La sua giudicatura durò otto anni e precede immediatamente il quarantennale dominio dei Filistei in Israele.
Morì e fu sepolto a Pirathon.